# Thierry Giet
Thierry Giet (ur. 21 lipca 1958 w Ougrée) – belgijski i waloński polityk, prawnik oraz samorządowiec, parlamentarzysta, działacz Partii Socjalistycznej i p.o. jej przewodniczącego (2011–2013), członek Sądu Konstytucyjnego.

## Życiorys
Absolwent prawa na Université de Liège, po studiach podjął praktykę adwokacką. Zaangażował się w działalność polityczną w ramach walońskiej Partii Socjalistycznej. W latach 1983–2013 był radnym miejskim w Sprimont, w 2013 wchodził w skład zarządu tej miejscowości. W 1995 po raz pierwszy uzyskał mandat posła do Izby Reprezentantów. W niższej izbie federalnego parlamentu zasiadał do 2013, był przewodniczącym frakcji deputowanych walońskich socjalistów. Gdy w 2011 Elio Di Rupo objął urząd premiera, Thierry Giet został pełniącym obowiązki przewodniczącego Partii Socjalistycznej. Z wszelkich funkcji politycznych zrezygnował w 2013 w związku z powołaniem w skład Sądu Konstytucyjnego.